# نهر نونيز

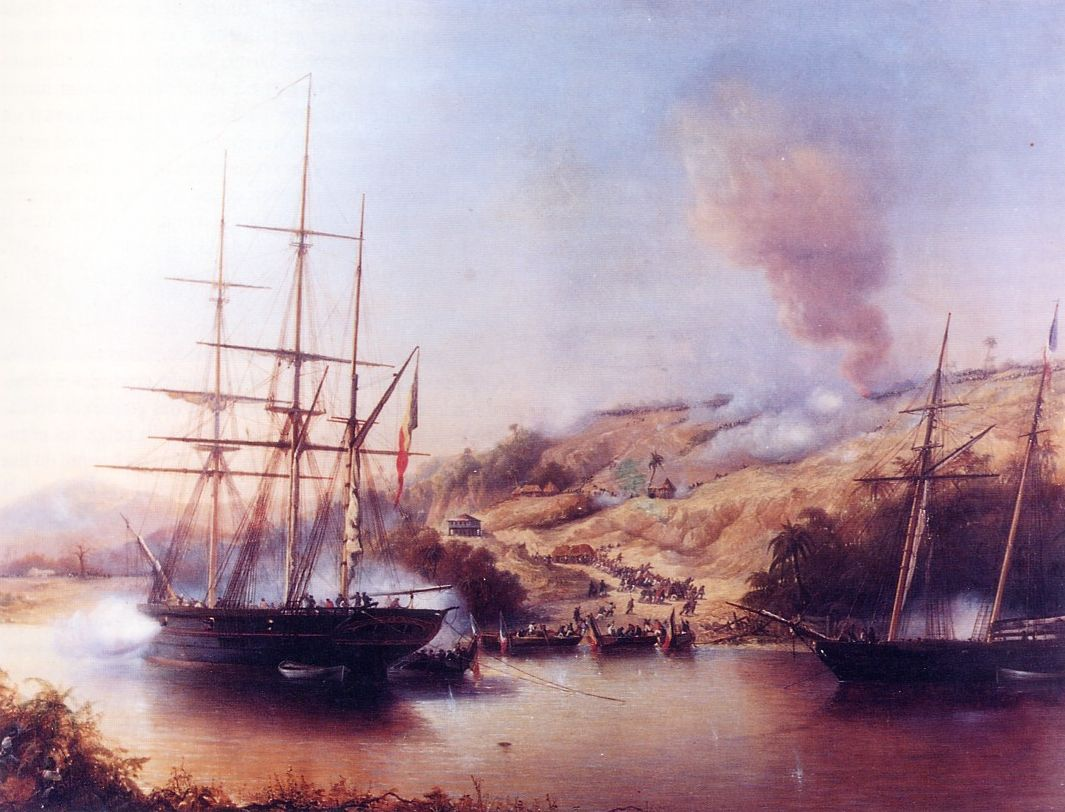
حادثة ريو نونيز عام 1849

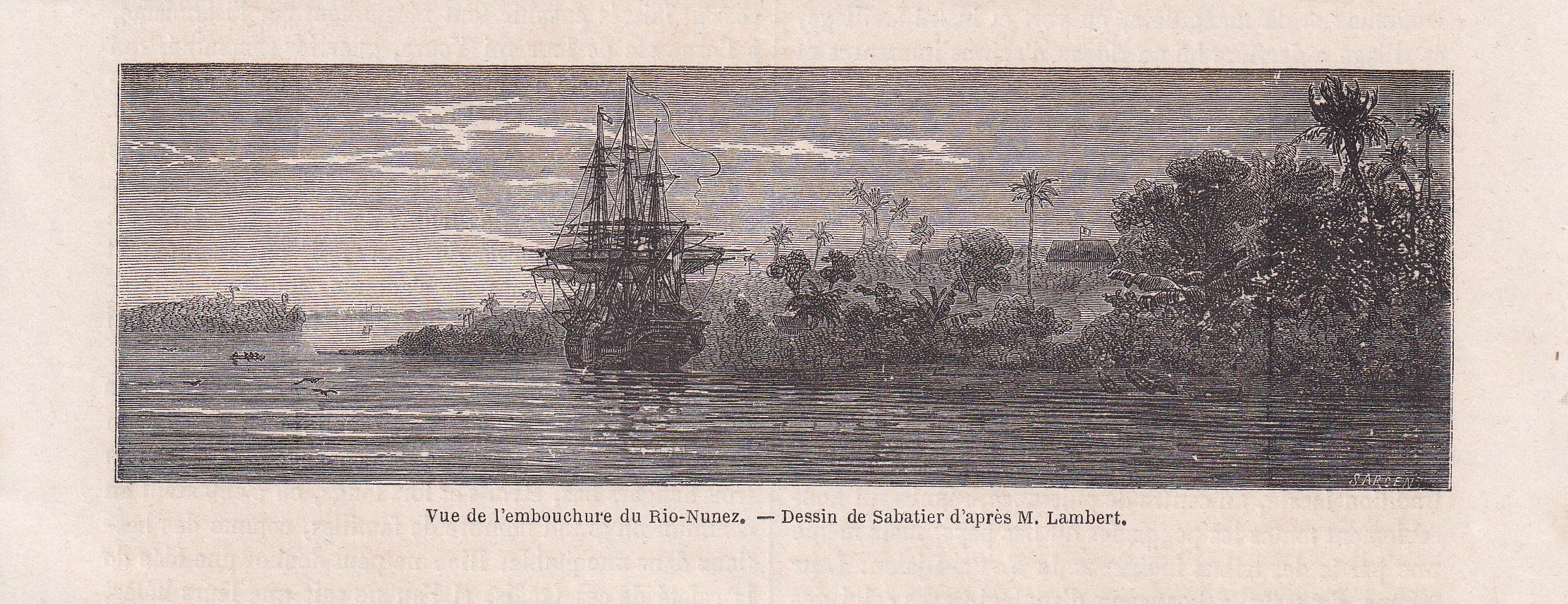
منظر لمصب نهر ريو نونيز، 1861

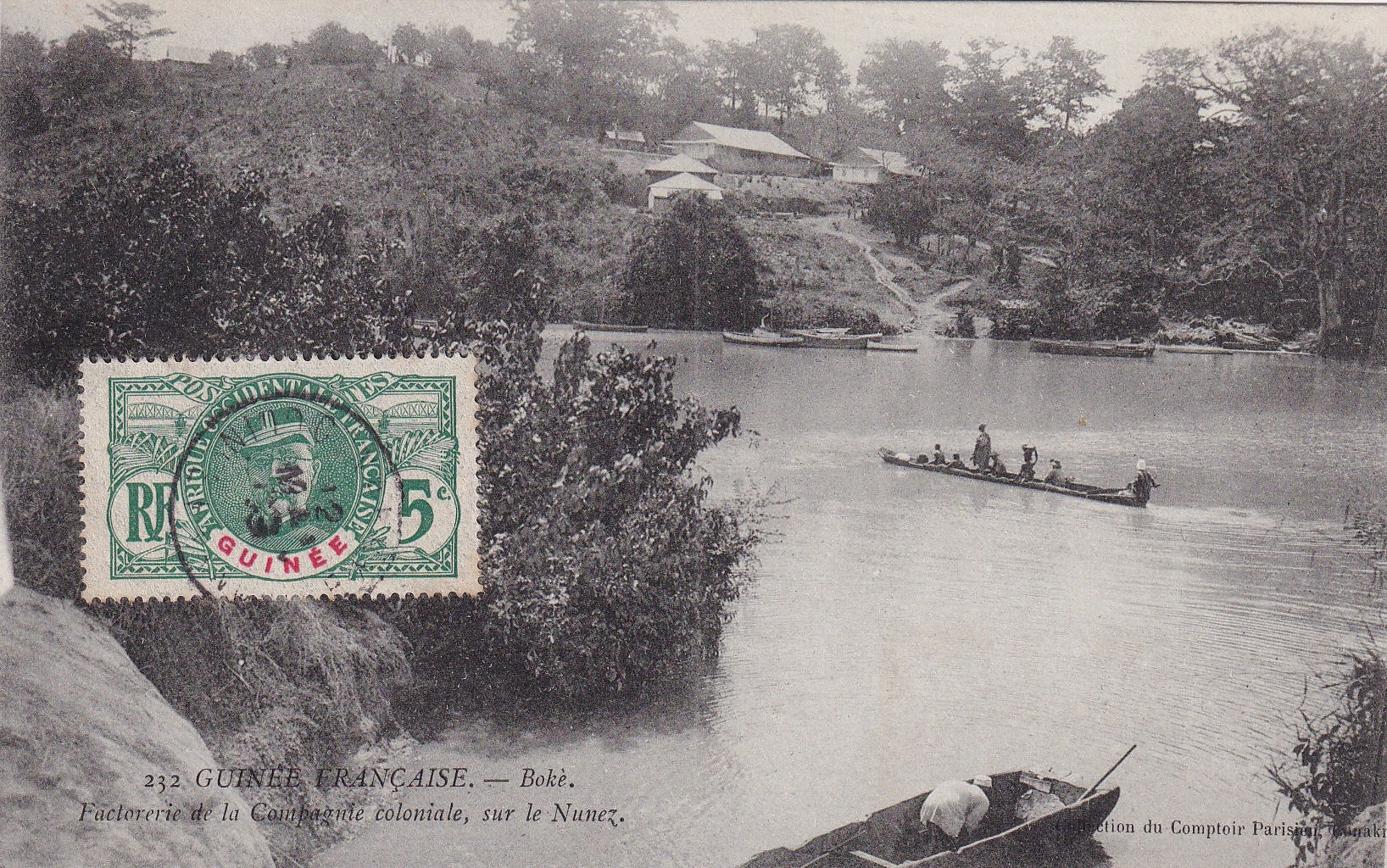
مصنع كومباني كولونيال في بوكيه، غينيا الفرنسية

نهر نونيز أو ريو نونيز (كاكاندي) هو نهر في غينيا منبعه في مرتفعات فوتا جالون. يُعرف أيضًا باسم نهر Tinguilinta، بعد قرية على طول مجراه العلوي. 

## جغرافية
يقع بين نهر كوغون [الفرنسية] من الشمال ونهر بونغو إلى الجنوب، يصب نهر نونيز في المحيط الأطلسي في ميناء مدينة كامسار، على طول ساحل غينيا كوناكري. يتضخم النهر كل عام خلال موسم الأمطار، مما ينتج عنه السهول الفيضية والمستنقعات الداخلية. يسكن هذه السهول الفيضية شعوب نالو وباغا.  تقع مدينة بوكي على بعد حوالي 64 كم؛ المدينة الأكبر على النهر والمركز التجاري الرئيس لغينيا. هنا يبلغ عرض النهر 100 متر وعمقه 1 متر.
عند المنبع من بوكيه، يتدفق النهر الضحل عبر التلال المنخفضة مع العديد من المنحدرات ومجموعات الجزر الصغيرة إلى مصدره، وهو ملتقى لعدة تيارات صغيرة.

### إحداثيات
قالب:PoI start
قالب:PoI
قالب:PoI
قالب:PoI
قالب:PoI
قالب:PoI end

## التاريخ
قبل عام 1840، كان هذا النهر بمثابة سوق لقوافل فولبي للعبيد التي تنقل العبيد من إمامة فوتا جالون. في عام 1793، أُجبر الكابتن صمويل غامبل من سانداون على طلب الحماية من زوارق العدو الحربية والقراصنة في مبادلات المنغروف في ريو نونيز خلال الحروب الثورية الفرنسية، حيث تعرضت السفن للتهديد من قبل القراصنة الفرنسيين على طول ساحل غرب إفريقيا. لأسباب غير معروفة، يسافر الكابتن إلى القرى الزراعية حول المراكز التجارية في بوكي وكاكوندي . خلال رحلته، يُسجل غامبل أقدم وصف معروف لزراعة الأرز المروى في منطقة ريو نونيز (على الرغم من وجود روايات سابقة مثل سجل دييغو غوميز في القرن الخامس عشر لزراعة أرز المنغروف على طول نهر غامبيا، ويوضح بالتفصيل رواية شاهد عيان للعملية. تشهد السجلات على مشترياته من الأرز الأحمر والأرز المصقول من مزارعي ريو نونيز.
في عام 1849، كان النهر موقعًا لحادث ريو نونيز، عندما أطلق سرب من السفن الحربية الفرنسية البلجيكية النار على بوكيه، مما أدى إلى خسارة في مخزون تاجرين البريطانيين. كان الحادث غير حاسم.
خلال سبعينيات القرن التاسع عشر، كان هذا النهر نقطة تصدير رئيسية للفول السوداني، حيث كان يبلغ 5000 طن سنويًا. في ثمانينيات القرن التاسع عشر، تحولت التجارة إلى المطاط.

## التركيبة السكانية
المتحدثون بلغات ريو نونيز، مبولونجيش وباغا مبوتيني، والذين يعيشون عند مصب نهر نونيز.